# Großer Preis der Niederlande 1985
Der Große Preis der Niederlande 1985 (offiziell XXXII Grote Prijs van Nederland) fand am 25. August auf dem Circuit Zandvoort in Zandvoort statt und war das elfte Rennen der Formel-1-Weltmeisterschaft 1985.

## Berichte

### Hintergrund
Die einzige Veränderung im Vergleich zum Großen Preis von Österreich, der am Wochenende zuvor stattgefunden hatte, war die Tatsache, dass Tyrrell fortan beide Piloten mit dem 014 ausstattete, der über einen Renault-Turbomotor verfügte.
Andrea de Cesaris, der nach seinem Unfall auf dem Österreichring von seinem Teamchef Guy Ligier die Kündigung erhalten hatte, durfte noch ein letztes Mal für das Team antreten.
Für Stefan Bellof sollte es der letzte Grand Prix werden.

### Training
Nelson Piquet qualifizierte sich freitags für die Pole-Position vor Keke Rosberg, Alain Prost und Ayrton Senna. Teo Fabi und Patrick Tambay bildeten die dritte Startreihe vor Nigel Mansell und Thierry Boutsen.
Die beiden Ferrari-Piloten erreichten lediglich die Plätze 16 und 17.
Da es während des zweiten Qualifikationstrainings am Samstag regnete und daher keiner der Piloten seine jeweilige Bestzeit vom Freitag unterbieten konnte, blieb diese Reihenfolge bestehen.

### Rennen

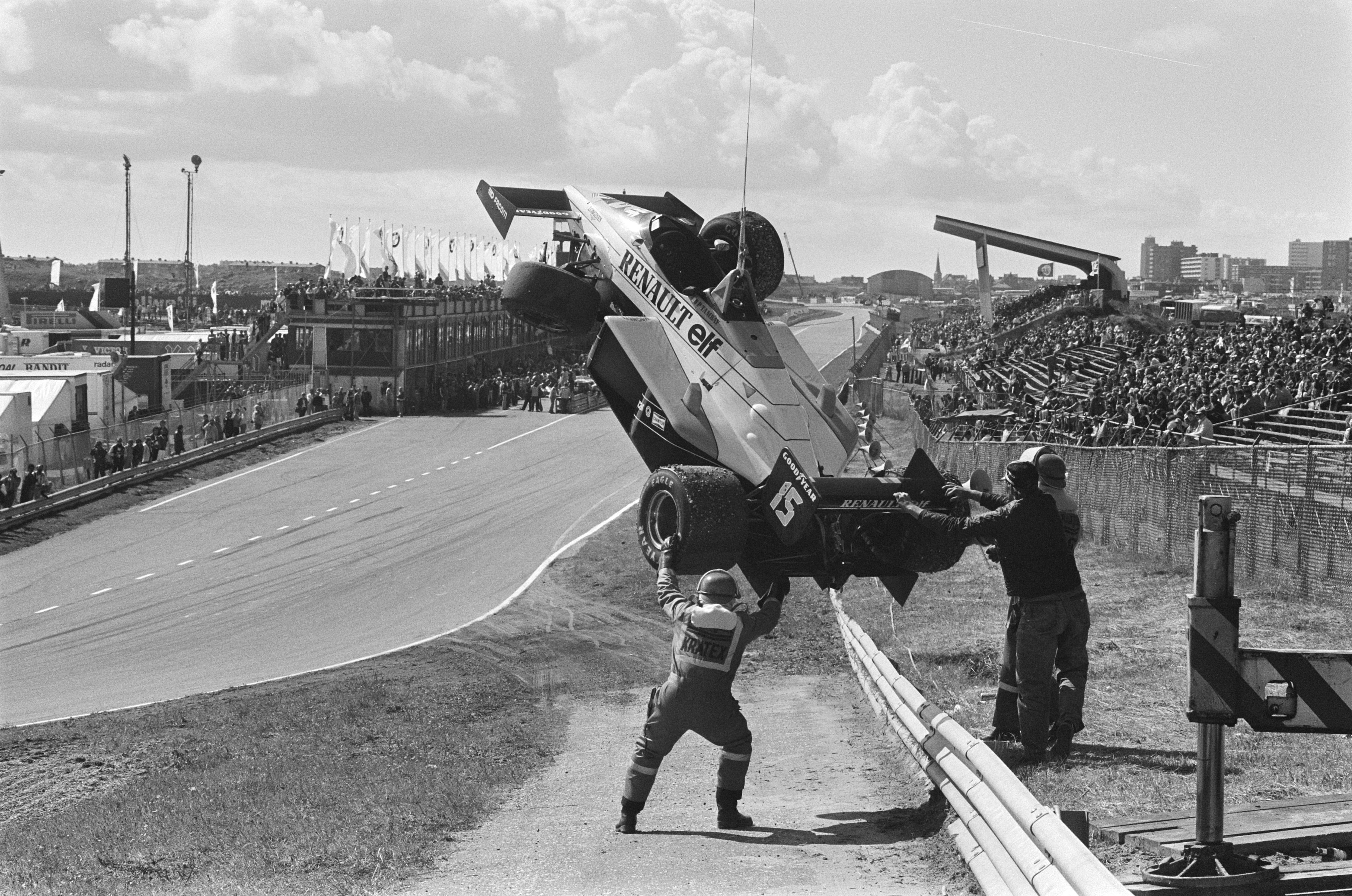
Patrick Tambay´s Renault am Haken nach dem Reifenschaden.

Aufgrund eines Reifenschadens während der Fahrt in die Startaufstellung musste Tambay aus der Boxengasse starten.
Obwohl sowohl Piquet als auch Boutsen ihre Motoren am Start abwürgten, kam es zu keinem Auffahrunfall. Rosberg übernahm die Führung vor Senna, Fabi und Prost. Der Franzose zog in der zweiten Runde an Fabi vorbei. Sein Teamkollege Niki Lauda folgte ihm drei Umläufe später und übernahm somit den vierten Rang.
Durch den technisch bedingten Ausfall von Rosberg übernahm Prost, der zuvor Senna überholt hatte, in der 20. Runde die Spitze. Lauda fiel unterdessen durch einen Boxenstopp auf den achten Rang zurück, kämpfte sich jedoch binnen sieben Runden wieder bis auf den dritten Rang nach vorn. Er profitierte nun seinerseits davon, dass sowohl Michele Alboreto als auch Senna und Prost ihre Boxen ansteuerten und übernahm die Führung, da sich Prosts Stopp aufgrund eines Reifenproblems verzögerte. In der 48. Runde gelangte Prost wieder an Senna vorbei auf den zweiten Rang.

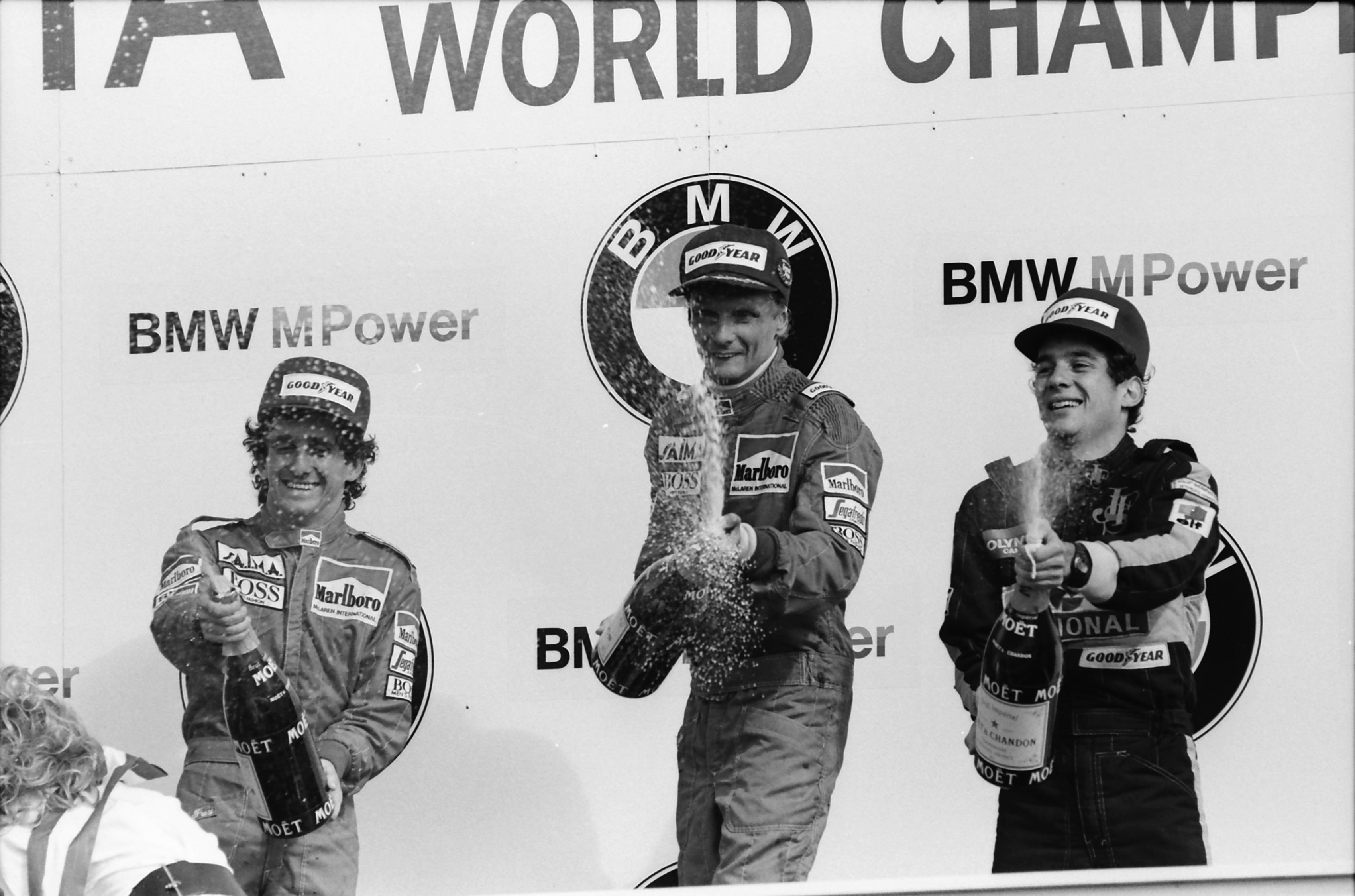
Das Podium mit Rennsieger Niki Lauda, Alain Prost und Ayrton Senna

Während der letzten Runden trennten den Führenden Lauda nur wenige Zehntelsekunden von seinem Teamkollegen Prost, der die Weltmeisterschaftswertung anführte. Die beiden McLaren überquerten im Abstand von 0,232 Sekunden die Ziellinie. Senna wurde knapp vor Alboreto Dritter, nachdem sich die Wagen der beiden im Duell um die Podestplatzierung in der letzten Runde berührt hatten. Elio de Angelis und Nigel Mansell belegten die Plätze fünf und sechs.

## Meldeliste
| Team                           | Nr. | Fahrer             | Chassis          | Motor                         | Reifen |
| ------------------------------ | --- | ------------------ | ---------------- | ----------------------------- | ------ |
| Marlboro McLaren International | 01  | Niki Lauda         | McLaren MP4/2B   | TAG/Porsche TTE PO1 1.5 V6t   | G      |
| Marlboro McLaren International | 02  | Alain Prost        | McLaren MP4/2B   | TAG/Porsche TTE PO1 1.5 V6t   | G      |
| Tyrrell Racing Organisation    | 03  | Martin Brundle     | Tyrrell 014      | Renault EF4B 1.5 V6t          | G      |
| Tyrrell Racing Organisation    | 04  | Stefan Bellof      | Tyrrell 014      | Renault EF4B 1.5 V6t          | G      |
| Canon Williams Honda Team      | 05  | Nigel Mansell      | Williams FW10    | Honda RA163-E 1.5 V6t         | G      |
| Canon Williams Honda Team      | 06  | Keke Rosberg       | Williams FW10    | Honda RA163-E 1.5 V6t         | G      |
| Motor Racing Developments      | 07  | Nelson Piquet      | Brabham BT54     | BMW M12/13 1.5 L4t            | P      |
| Motor Racing Developments      | 08  | Marc Surer         | Brabham BT54     | BMW M12/13 1.5 L4t            | P      |
| Skoal Bandit Formula 1 Team    | 09  | Philippe Alliot    | RAM 03           | Hart 415T 1.5 L4t             | P      |
| Skoal Bandit Formula 1 Team    | 10  | Kenny Acheson      | RAM 03           | Hart 415T 1.5 L4t             | P      |
| John Player Special Team Lotus | 11  | Elio de Angelis    | Lotus 97T        | Renault EF4 1.5 V6t           | G      |
| John Player Special Team Lotus | 12  | Ayrton Senna       | Lotus 97T        | Renault EF4 1.5 V6t           | G      |
| Équipe Renault Elf             | 15  | Patrick Tambay     | Renault RE60B    | Renault EF15 1.5 V6t          | G      |
| Équipe Renault Elf             | 16  | Derek Warwick      | Renault RE60B    | Renault EF15 1.5 V6t          | G      |
| Barclay Arrows BMW             | 17  | Gerhard Berger     | Arrows A8        | BMW M12/13 1.5 L4t            | G      |
| Barclay Arrows BMW             | 18  | Thierry Boutsen    | Arrows A8        | BMW M12/13 1.5 L4t            | G      |
| Toleman Group Motorsport       | 19  | Teo Fabi           | Toleman TG185    | Hart 415T 1.5 L4t             | P      |
| Toleman Group Motorsport       | 20  | Piercarlo Ghinzani | Toleman TG185    | Hart 415T 1.5 L4t             | P      |
| Benetton Team Alfa Romeo       | 22  | Riccardo Patrese   | Alfa Romeo 184TB | Alfa Romeo 890T 1.5 V8t       | G      |
| Benetton Team Alfa Romeo       | 23  | Eddie Cheever      | Alfa Romeo 184TB | Alfa Romeo 890T 1.5 V8t       | G      |
| Osella Squadra Corse           | 24  | Huub Rothengatter  | Osella FA1G      | Alfa Romeo 890T 1.5 V8t       | P      |
| Équipe Ligier                  | 25  | Andrea de Cesaris  | Ligier JS25      | Renault EF4B 1.5 V6t          | P      |
| Équipe Ligier                  | 26  | Jacques Laffite    | Ligier JS25      | Renault EF4B 1.5 V6t          | P      |
| Scuderia Ferrari SpA SEFAC     | 27  | Michele Alboreto   | Ferrari 156/85   | Ferrari 031 1.5 V6t           | G      |
| Scuderia Ferrari SpA SEFAC     | 28  | Stefan Johansson   | Ferrari 156/85   | Ferrari 031 1.5 V6t           | G      |
| Minardi F1 Team                | 29  | Pierluigi Martini  | Minardi M185     | Motori Moderni 615-90 1.5 V6t | P      |
| West Zakspeed Racing           | 30  | Jonathan Palmer    | Zakspeed 841     | Zakspeed 1500/4 1.5 L4t       | G      |

## Klassifikationen

### Qualifying
| Pos. | Fahrer             | Konstrukteur           | Qualifikationstraining 1 | Qualifikationstraining 1 | Qualifikationstraining 2 | Qualifikationstraining 2 | Start |
| Pos. | Fahrer             | Konstrukteur           | Zeit                     | Ø-Geschwindigkeit        | Zeit                     | Ø-Geschwindigkeit        | Start |
| ---- | ------------------ | ---------------------- | ------------------------ | ------------------------ | ------------------------ | ------------------------ | ----- |
| 01   | Nelson Piquet      | Brabham-BMW            | 1:11,074                 | 215,370 km/h             | keine Zeit               | –                        | 01    |
| 02   | Keke Rosberg       | Williams-Honda         | 1:11,647                 | 213,647 km/h             | keine Zeit               | –                        | 02    |
| 03   | Alain Prost        | McLaren-TAG-Porsche    | 1:11,801                 | 213,189 km/h             | 1:29,507                 | 171,017 km/h             | 03    |
| 04   | Ayrton Senna       | Lotus-Renault          | 1:11,837                 | 213,082 km/h             | keine Zeit               | –                        | 04    |
| 05   | Teo Fabi           | Toleman-Hart           | 1:12,310                 | 211,689 km/h             | keine Zeit               | –                        | 05    |
| 06   | Patrick Tambay     | Renault                | 1:12,486                 | 211,175 km/h             | keine Zeit               | –                        | 06    |
| 07   | Nigel Mansell      | Williams-Honda         | 1:12,614                 | 210,802 km/h             | 1:32,740                 | 165,055 km/h             | 07    |
| 08   | Thierry Boutsen    | Arrows-BMW             | 1:12,746                 | 210,420 km/h             | keine Zeit               | –                        | 08    |
| 09   | Marc Surer         | Brabham-BMW            | 1:12,856                 | 210,102 km/h             | keine Zeit               | –                        | 09    |
| 10   | Niki Lauda         | McLaren-TAG-Porsche    | 1:13,059                 | 209,518 km/h             | keine Zeit               | –                        | 10    |
| 11   | Elio de Angelis    | Lotus-Renault          | 1:13,078                 | 209,464 km/h             | 1:30,123                 | 169,848 km/h             | 11    |
| 12   | Derek Warwick      | Renault                | 1:13,289                 | 208,861 km/h             | keine Zeit               | –                        | 12    |
| 13   | Jacques Laffite    | Ligier-Renault         | 1:13,435                 | 208,446 km/h             | 1:28,393                 | 173,172 km/h             | 13    |
| 14   | Gerhard Berger     | Arrows-BMW             | 1:13,680                 | 207,752 km/h             | 1:34,857                 | 161,371 km/h             | 14    |
| 15   | Piercarlo Ghinzani | Toleman-Hart           | 1:13,705                 | 207,682 km/h             | keine Zeit               | –                        | 15    |
| 16   | Michele Alboreto   | Ferrari                | 1:13,725                 | 207,626 km/h             | keine Zeit               | –                        | 16    |
| 17   | Stefan Johansson   | Ferrari                | 1:13,768                 | 207,505 km/h             | 1:32,544                 | 165,405 km/h             | 17    |
| 18   | Andrea de Cesaris  | Ligier-Renault         | 1:13,797                 | 207,423 km/h             | 1:34,638                 | 161,745 km/h             | 18    |
| 19   | Riccardo Patrese   | Alfa Romeo             | 1:14,240                 | 206,185 km/h             | keine Zeit               | –                        | 19    |
| 20   | Eddie Cheever      | Alfa Romeo             | 1:14,912                 | 204,336 km/h             | 1:32,572                 | 165,355 km/h             | 20    |
| 21   | Martin Brundle     | Tyrrell-Renault        | 1:14,920                 | 204,314 km/h             | 1:32,003                 | 166,377 km/h             | 21    |
| 22   | Stefan Bellof      | Tyrrell-Renault        | 1:15,236                 | 203,456 km/h             | keine Zeit               | –                        | 22    |
| 23   | Jonathan Palmer    | Zakspeed               | 1:16,257                 | 200,732 km/h             | 1:34,316                 | 162,297 km/h             | 23    |
| 24   | Pierluigi Martini  | Minardi-Motori Moderni | 1:17,919                 | 196,450 km/h             | 1:38,227                 | 155,835 km/h             | 24    |
| 25   | Philippe Alliot    | RAM-Hart               | 1:18,525                 | 194,934 km/h             | 1:36,270                 | 159,003 km/h             | 25    |
| 26   | Huub Rothengatter  | Osella-Alfa Romeo      | 1:19,410                 | 192,762 km/h             | 1:38,149                 | 155,959 km/h             | 26    |
| DNQ  | Kenny Acheson      | RAM-Hart               | 1:20,429                 | 190,319 km/h             | keine Zeit               | –                        | –     |

### Rennen
| Pos. | Fahrer             | Konstrukteur           | Runden | Stopps | Zeit        | Start | Schnellste Runde |
| ---- | ------------------ | ---------------------- | ------ | ------ | ----------- | ----- | ---------------- |
| 01   | Niki Lauda         | McLaren-TAG-Porsche    | 70     | 1      | 1:32:29,263 | 10    | 1:17,054         |
| 02   | Alain Prost        | McLaren-TAG-Porsche    | 70     | 1      | + 0,232     | 03    | 1:16,538         |
| 03   | Ayrton Senna       | Lotus-Renault          | 70     | 1      | + 48,491    | 04    | 1:17,835         |
| 04   | Michele Alboreto   | Ferrari                | 70     | 1      | + 48,837    | 16    | 1:17,710         |
| 05   | Elio de Angelis    | Lotus-Renault          | 69     | 1      | + 1 Runde   | 11    | 1:18,229         |
| 06   | Nigel Mansell      | Williams-Honda         | 69     | 2      | + 1 Runde   | 07    | 1:17,286         |
| 07   | Martin Brundle     | Tyrrell-Renault        | 69     | 1      | + 1 Runde   | 21    | 1:19,259         |
| 08   | Nelson Piquet      | Brabham-BMW            | 69     | 1      | + 1 Runde   | 01    | 1:17,577         |
| 09   | Gerhard Berger     | Arrows-BMW             | 68     | 1      | + 2 Runden  | 14    | 1:19,294         |
| 10   | Marc Surer         | Brabham-BMW            | 65     | 0      | + 5 Runden  | 09    | 1:19,400         |
| –    | Huub Rothengatter  | Osella-Alfa Romeo      | 56     | 4      | NC          | 26    | 1:23,102         |
| –    | Thierry Boutsen    | Arrows-BMW             | 54     | 2      | DNF         | 08    | 1:18,730         |
| –    | Philippe Alliot    | RAM-Hart               | 52     | 0      | DNF         | 25    | 1:20,928         |
| –    | Stefan Bellof      | Tyrrell-Renault        | 38     | 1      | DNF         | 22    | 1:18,878         |
| –    | Derek Warwick      | Renault                | 27     | 0      | DNF         | 12    | 1:18,230         |
| –    | Andrea de Cesaris  | Ligier-Renault         | 25     | 0      | DNF         | 18    | 1:19,980         |
| –    | Patrick Tambay     | Renault                | 22     | 0      | DNF         | 06    | 1:17,335         |
| –    | Keke Rosberg       | Williams-Honda         | 19     | 0      | DNF         | 02    | 1:18,369         |
| –    | Teo Fabi           | Toleman-Hart           | 18     | 1      | DNF         | 05    | 1:19,043         |
| –    | Jacques Laffite    | Ligier-Renault         | 17     | 0      | DNF         | 13    | 1:19,549         |
| –    | Jonathan Palmer    | Zakspeed               | 13     | 0      | DNF         | 23    | 1:20,505         |
| –    | Piercarlo Ghinzani | Toleman-Hart           | 12     | 0      | DNF         | 15    | 1:20,920         |
| –    | Stefan Johansson   | Ferrari                | 9      | 0      | DNF         | 17    | 1:19,385         |
| –    | Pierluigi Martini  | Minardi-Motori Moderni | 1      | 0      | DNF         | 24    | 1:41,482         |
| –    | Eddie Cheever      | Alfa Romeo             | 1      | 0      | DNF         | 20    | 1:50,408         |
| –    | Riccardo Patrese   | Alfa Romeo             | 1      | 0      | DNF         | 19    | 2:11,271         |

## WM-Stände nach dem Rennen
Die ersten sechs des Rennens bekamen 9, 6, 4, 3, 2 bzw. 1 Punkt(e). In der Fahrerwertung wurden die besten elf Resultate, in der Konstrukteurswertung alle Resultate gewertet.

### Fahrerwertung
| Pos. | Fahrer            | Konstrukteur           | Punkte |
| ---- | ----------------- | ---------------------- | ------ |
| 01   | Alain Prost       | McLaren-TAG-Porsche    | 56     |
| 02   | Michele Alboreto  | Ferrari                | 53     |
| 03   | Elio de Angelis   | Lotus-Renault          | 30     |
| 04   | Ayrton Senna      | Lotus-Renault          | 19     |
| 05   | Stefan Johansson  | Ferrari / Tyrrell-Ford | 19     |
| 06   | Keke Rosberg      | Williams-Honda         | 18     |
| 07   | Niki Lauda        | McLaren-TAG-Porsche    | 14     |
| 08   | Nelson Piquet     | Brabham-BMW            | 13     |
| 09   | Patrick Tambay    | Renault                | 11     |
| 10   | Jacques Laffite   | Ligier-Renault         | 10     |
| 11   | Thierry Boutsen   | Arrows-BMW             | 9      |
| 12   | Nigel Mansell     | Williams-Honda         | 7      |
| 13   | Derek Warwick     | Renault                | 4      |
| 14   | Stefan Bellof     | Tyrrell-Ford           | 4      |
| 15   | René Arnoux       | Ferrari                | 3      |
| 16   | Andrea de Cesaris | Ligier-Renault         | 3      |

| Pos. | Fahrer               | Konstrukteur                     | Punkte |
| ---- | -------------------- | -------------------------------- | ------ |
| 17   | Marc Surer           | Brabham-BMW                      | 2      |
| 18   | Martin Brundle       | Tyrrell-Ford                     | 0      |
| 19   | Gerhard Berger       | Arrows-BMW                       | 0      |
| 20   | Eddie Cheever        | Alfa Romeo                       | 0      |
| 21   | Riccardo Patrese     | Alfa Romeo                       | 0      |
| 22   | Piercarlo Ghinzani   | Osella-Alfa Romeo / Toleman-Hart | 0      |
| 23   | Philippe Alliot      | RAM-Hart                         | 0      |
| 24   | Huub Rothengatter    | Osella-Alfa Romeo                | 0      |
| 25   | Jonathan Palmer      | Zakspeed                         | 0      |
| 26   | Pierluigi Martini    | Minardi-Ford                     | 0      |
| 27   | Manfred Winkelhock † | RAM-Hart                         | 0      |
| 28   | Teo Fabi             | Toleman-Hart                     | 0      |
| –    | François Hesnault    | Brabham-BMW / Renault            | 0      |
| –    | Mauro Baldi          | Spirit-Hart                      | 0      |
| –    | Kenny Acheson        | RAM-Hart                         | 0      |

### Konstrukteurswertung
| Pos. | Konstrukteur        | Punkte |
| ---- | ------------------- | ------ |
| 01   | Ferrari             | 75     |
| 02   | McLaren-TAG-Porsche | 70     |
| 03   | Lotus-Renault       | 49     |
| 04   | Williams-Honda      | 25     |
| 05   | Brabham-BMW         | 15     |
| 06   | Renault             | 15     |
| 07   | Ligier-Renault      | 13     |
| 08   | Arrows-BMW          | 9      |

| Pos. | Konstrukteur      | Punkte |
| ---- | ----------------- | ------ |
| 09   | Tyrrell-Ford      | 4      |
| 10   | Alfa Romeo        | 0      |
| 11   | Osella-Alfa Romeo | 0      |
| 12   | RAM-Hart          | 0      |
| 13   | Zakspeed          | 0      |
| 14   | Minardi-Ford      | 0      |
| 15   | Toleman-Hart      | 0      |
| –    | Spirit-Hart       | 0      |